# Hidreto de cromo(I)
Hidreto de cromo(I), ou simplesmente hidreto de cromo, é um composto inorgânico de fórmula CrH. Ocorre naturalmente em algumas espécies de estrelas e é detectado através do seu espectro eletromagnético. Ainda não foi obtido em grandes quantidades, por conseguinte, as suas propriedades físicas permanecem desconhecidas. No entanto, hidreto de cromo(I) molecular, com a fórmula CrH, foi isolado em matrizes de gás sólidos. O hidreto molecular é muito reativo. Como tal, o composto não está bem caracterizado, embora muitas das suas propriedades foram calculadas através de química computacional.

## Formas moleculares
Gás de hidreto de cromo(I) foi criado com arco elétrico entre eletrodos de cromo em uma atmosfera de hidrogênio.
CrH pode ser formado pela reação do vapor de cromo metálico, criado por uma descarga elétrica na presença de hidrogênio. A descarga elétrica quebra as ligações químicas das moléculas de H2 em átomos reativos de H. Desta forma, a reação se procede:
Outro método de fazer o CrH é reagir o vapor de cromocarbonila (Cr(CO)6) com hidrogênio atômico gerado por descarga elétrica.

### Propriedades
Quando produzido na reação com o vapor de cromo numa descarga eléctrica, o gás hidreto de cromo brilha com uma cor verde-azulada brilhante.
O momento dipolo da molécula é 3,864 Debye.
A energia de dissociação para quebrar a molécula é  2.118 eV ou 1.93 eV.
A molécula de CrH é fortemente paramagnética.

### Espectro
Foi descoberto em 1937 uma banda espectral na região do ultravioleta entre 360 e 370 nm. Foi observado transições A6Σ+–X6Σ+ em estrelas do tipo S  e  anãs marrons do tipo L.

### Hidretos não-clássicos
Outros hidretos de cromo são relatados, a exemplo do  CrH(H2), CrH2(H2), CrH2(H2)2.